# IAR Systems
IAR Systems是瑞典軟體公司，其主要產品為Embedded Workbench，是嵌入式系統的集成開發環境，包括組譯器、編譯器、連接器等程式碼工具鏈和除錯器。公司成立於1983年，並在斯德哥爾摩的納斯達克北歐市場上市。 IAR是Ingenjörsfirman Anders Rundgren的縮寫，意思是Anders Rundgren 工程公司。IAR Systems 開發C 和C++ 語言編譯器、除錯器和其他工具，用於開發和調試8 位元、16 位元、32 位元和64 位元的處理器，包括MCU/MPU/ASIC 等處理器。 公司開始於8 位元編譯器市場，目前主要發展在32 位元市場，更多的是針對32 位元微控制器(MCU)。公司總部位於瑞典烏普薩拉，在全球擁有200多名員工。 該公司在美國、英國、德國、法國、日本、韓國、中國、印度和台灣設有子公司，台灣分公司成立於2020年4月，定期舉辦原廠軟體使用教學課程，並通過經銷商服務世界其他地區。 IAR Systems 公司是IAR Systems 集團的一個子公司。

## 產品
- IAR Embedded Workbench – 包括C/C++ 編譯器、程式碼分析工具C-STAT 和C-RUN、安全工具C-Trust 和Embedded Trust，以及調試和跟踪除錯器I-jet
- Functional Safety 功能安全認證版本
- Visual State –一種設計工具，用於開發基於事件驅動的有限狀態機範式的事件驅動程式設計系統。 IAR Visual State 為開發者提供了統一建模語言（UML）的有限狀態機子集，用於生成C/C++程式碼。 通過將設計能力限制在狀態機上，有可能採用形式化的模型檢查來發現和標記不需要的内容，如狀態死角和設計中不可到達的部分。 它不是一個完整的UML編輯器。

### IAR Embedded Workbench
IAR Embedded Workbench 為集成開發環境（IDE, Integrated Development Environment），主要針對微處理器(MCU)進行應用程式的開發，目前支持30多個不同的處理器系列，具有編譯器、分析工具、除錯器、功能安全和安全保護方案。 該開發工具支持這些目標。 8051、SAM8、STM8、AVR、AVR32、MSP430、CR16C、Coldfire、S08、HCS12、M16C、M32C、Maxim MAXQ、R8C、RX、RL78、RH850、78K、SH、V850、H8、M32C、SuperH。 主要產品Embedded Workbench for Arm (簡稱EWARM)支持ARM7，ARM9，ARM10，ARM11，Cortex: M0、M0+、M1、M3、M4、M7、M23、M33； R4、R5、R52、R7、R8； A5、A7、A8、A9、A15、A17、64 位元的A35、A53、A55、A57、A72。 而全球第一套商業開發工具Embedded Workbench for RISC-V (簡稱EWRISC-V)支持RV32 32位元內核和擴展，未來的版本將包括對64 位元的支持。官方網站有提供免費試用版本提供下載。
符合ISO/ANSI C標準； 截至2017年3月
- ANSI X3.159-1989（簡稱C89）。
- ISO/IEC 9899:1990（簡稱C89或C90），包括所有科技更正和增編。
- ISO/IEC 9899:1999（簡稱C99），包括截至第3號科技更正。
- ISO/IEC 9899:2011（簡稱C11）。（首次在EWARM v8.10 工具中提供）
- ISO/IEC 9899:2018（簡稱C17）。（首次在EWARM v8.40 工具中提供）

ISO/ANSI C++合規性；截至2017年3月：
- ISO/IEC 14882:2003（簡稱C++03）。
- ISO/IEC 14882:2014（簡稱C++14）。（首次在EWARM v8.10 工具中提供）
- ISO/IEC 14882:2017（簡稱C++17）。（首次在EWARM v8.30 工具中提供）

嵌入式C++合規性；截至2015年2月：
- 由ISO/IEC 14882:2003定義的C++。
- 嵌入式C++（EC++），由嵌入式C++技術委員會草案，WP-AM-0003版本，1999年10月13日定義。
- 擴展的嵌入式C++，由IAR Systems 公司定義。

MISRA C規則檢查的一致性：
- MISRA C:2004
- MISRA C:2012修正案1
- MISRA C++：2008

## 外部連結
- 官方网站

1. ↑  . IAR Systems.   [2021-12-06]. （原始内容存档于2022-05-01）.
2. ↑  . IAR Systems.   [2021-12-06]. （原始内容存档于2021-12-06）.
3. ↑  . IAR Systems.   [2021-12-06]. （原始内容存档于2022-05-03）.
4. ↑  . IAR Systems.   [2021-12-06]. （原始内容存档于2022-05-01）.